# 日本婦人問題懇話会
日本婦人問題懇話会（にほんふじんもんだいこんわかい）とは、「各専門分野の婦人をできるだけ多く集め、客観的な立場で総合的に研究し、社会の進歩と婦人の地位の向上をはかる」婦人問題の総合研究機関として1961年9月、山川菊栄、田中寿美子、石井雪枝、伊東すみ子、渡辺美恵、菅谷直子らの呼びかけで設立準備委員会が発足。1962年4月に発会に至った女性の研究活動、交流団体である（発足時は婦人問題懇話会　1984年、日本婦人問題懇話会と改称）。

## 沿革

### 設立の経緯
1961年9月30日、第1回準備会が開かれた。参加者は石井雪枝、伊東すみ子、田中寿美子、渡辺美恵、菅谷直子ら6名。10日後に第2回、11月18日に第3回準備会が開かれ会の骨格が決まった。会の性格は、調査研究を主目的とする研究団体であること、会員の資格は厳しい制限を付けず、憲法改悪に賛成する者のみ除く、とした。また分科会として①家庭婦人、②婦人労働、③農村婦人、④婦人運動・女性史、⑤社会福祉・社会保障の5つとした。山川菊栄は「婦人問題とは何か、基本問題が等閑に付されている。これを研究する必要があると考えたのでこの会の結成を思い立った。また専門家と活動家、職場婦人と家庭婦人の話し合いの場がないので、その間のギャップを埋め、研究成果を政治に反映させ、婦人の地位を高めたい」と、経過報告で述べた。
1962年4月14日、衆議院第2議員会館で発会式を行った。会員は総勢47名、幹事として、赤松良子、伊東すみ子、木全ミツ、島田とみ子、田中寿美子、渡辺美恵が選出され、山川菊栄は婦人労働分科会に属することとなった。

### 初期の活動・会報の発行
各分科会ともに活発な活動を展開させたが、特に初期は、赤松良子、樋口恵子らが中心の家庭婦人分科会の活動が注目を集めた。1963年には、共働きをテーマにした『ビジネスマダム 共かせぎ百科』（田中寿美子編）を読売新聞社出版局から刊行。さらにこれがTBSでテレビドラマ化されるなど話題を呼んだと樋口恵子は回想している。
活発な活動を報告する媒体としてまずパンフレット型会報、No.1 - No.3（1963年）、No.4 - No.9（1964年）、No.10 - No.12（1965年）が発行された。
その後、雑誌型の会報を59号、連続学習会として開催した「ウイメンズフォーラム」の報告書が5冊刊行されている。パンフレット型、雑誌型の会報の総目次が『日本婦人問題懇話会会報アンソロジー社会変革をめざした女たち』に掲載されている。
以下、「　　」は会報の特集タイトル　（　）の数字は号数
- 1965年　「主婦の就職」（１）
- 1966年　「結婚・家族について」（2）　「婦人の働く意義について」（３）
- 1967年　「女子の職業継続か中断か」（４）「現代日本の家庭」（5）　「婦人の『適職』について（６）
- 1968年　「変る婦人の職業」（７）／「女子教育について」（8）／「誰のための家庭」(9)
- 1969年　「婦人と社会保障」(10)／「高度産業社会と婦人」（11）
- 1970年　「女子の雇用構造の変化」（12）／「高度産業社会と消費」（13）
- 1972年　「沖縄の婦人問題」（16）／「保護と平等」（17）
- 1973年　「婦人解放と家庭」（18）／「家庭科教育と家庭責任」（19）
- 1974年　「東と西の女性解放」（20）／「男女の賃金格差」（21）
- 1975年　「保育問題をめぐって」（22）／「男女の平等について」（国際婦人年記念号　23）
- 1976年　「現代の婦人運動論」（24）／「性別役割分業思想をめぐって」（25）
- 1977年　「雇用における男女平等」（26）／「女性解放と社会保障」（27）
- 1978年　「家事労働の評価について」（28）／「国連婦人の十年に向けて」（29）
- 1979年　「女の自立と子の人権」（30）／「女性の自立と家庭」（31）
- 1980年　「性差別の撤廃について」（32）
- 1981年　「性差別撤廃条約と中間年世界会議」（33）／「女性解放の軌跡　山川菊栄先生追悼号」（34）／「教育の荒廃を考える」（35）
- 1982年　「海外の女性問題」（36）／「望ましい雇用平等法とは」（37）
- 1983年　「高齢化社会化と女性」（38）／「国連婦人の十年 エスカップ地域会議に向けて」（39）
- 1984年　「偏差値教育と女性」（40）／「家族の未来を考える」（41）
- 1985年　「女性の自立と子どもの未来」（42）／変る女子労働（43）／『ウイメンズフォーラム84記録集』
- 1986年　「フェミニズムの射程」（44）／「いま、女性の運動は」（45）／『ウイメンズフォーラム85記録集』
- 1987年　「産む選択と生殖技術」（46）／『ウイメンズフォーラム86記録集』
- 1988年　「女たちのきのう・きょう・あす　二五周年記念特集号」（47）
- 1989年　「今、こだわる女の姓と性」（48）
- 1990年　「主権者としての女」（49）／「日本の男たちは、いま」（50）
- 1991年　「 “産む”Part1　”出生率低下はホントに危機か？”―女の目でデータを解読する」（51）／『ウイメンズフォーラム90記録集』
- 1992年　「“産む”Part２　産む権利産まない自由」（52）
- 1993年　「“女の働き”Ⅰ―いま・これから　創立30周年記念特集」（53）
- 1994年　「“女の働き”Ⅱ」（54）／『ウイメンズフォーラム93記録集』
- 1995年　「追悼田中寿美子代表」（55）
- 1996年　「北京国連第4回世界女性会議」（56）
- 1998年　「女性と情報の未来」（57）
- 1999年　「ドメスティック・バイオレンス」（59）

活発な発信、学習の場の提供
会員を執筆者とする刊行物も多い。前景の『ビジネスマダム』に続いて、1968年3月会員有志により田中寿美子編『近代日本の女性像』（社会思想社）、1975年12月、会員有志により田中寿美子編『女性解放の思想と行動 戦前編』『女性解放の思想と行動 戦後編』（時事通信社）が刊行された。
外部に開かれた公開講座を1970年に「70年代の婦人問題」、テーマを”高度産業社会の婦人問題を中心に“として5回連続で実施。1984年に「ウイメンズ・フォーラム84」（3回連続）、1985年に「ウイメンズ・フォーラム85」（3回連続）、1986年に「ウイメンズ・フォーラム86」（3回連続）、1990年に「ウイメンズ・フォーラム90」（3回連続）、1993年に「ウイメンズ・フォーラム93」（3回連続）を実施。ウイメンズフォーラムについては、翌年、報告書を刊行している。 

## 役員
- 発足当初は代表をおかず、幹事8名で運営した[7]
- 山川菊栄　代表　1978-1980（逝去）[7]
- 菅谷直子　事務担当　1962-　事務局長　1978-1983[7]
- 松田敏子　事務局　1981-1987[7]
- 田中寿美子　代表　1981-1995（逝去）[7]
- 福島和子　事務局　1987年4月-6月[7]
- 佐久間米子　事務局　1987年6月-[7]
- 駒野陽子　代表世話人 1996-[7]

## 発行物
- 『婦人問題懇話会会報』1号(1965年12月) - 40号(1984年6月) NDLJP:2385125
- 『日本婦人問題懇話会会報』41号(1984年12月) - 53号(1993年4月) NDLJP:2895790
- 『ウィメンズフォーラム記録集 1984』日本婦人問題懇話会、1985年。NDLJP:12149490。
- 『ウィメンズフォーラム記録集 1985』日本婦人問題懇話会、1986年。NDLJP:12146439。

## 関連文献
- 左古輝人 編『テキスト計量の最前線 データ時代の社会知を拓く』ひつじ書房、2021年2月。ISBN 978-4-8234-1072-7。 - 婦人運動とウーマン・リブとの架橋 「日本婦人問題懇話会」の会報にみるリブへの共感と距離感（樋熊亜衣）